# 徐暹
徐暹（1470年—？），字進甫，山東濟南府歷城縣人，民籍，明朝政治人物。

## 生平
弘治五年（1492年）壬子科山東鄉試第六十六名，弘治十五年（1502年）壬戌科進士第二甲第七十二名，授南京工科給事中。正德元年（1506年），因災異上言七事，并彈劾英國公張懋、尚書張昇等人，撤諸添註太監內官等事。此後起用為山西僉事，進副使。平定混天王等民變勢力，死於任上。

## 家族
曾祖父徐仲實；祖父徐子忠；父徐貴，大使。前母史氏；母孫氏。具庆下。兄昇。弟旻。